# Mandégane
Mandégane est un village du Sénégal situé en Casamance. Il fait partie de la communauté rurale de Balinghore, dans l'arrondissement de Tendouck, le département de Bignona et la région de Ziguinchor.
Lors du dernier recensement (2002), le village comptait 2 131 habitants et 297 ménages.